# Liste der Biografien/Gren
Liste der Biografien |
Portal Biografien |
Personensuche
# |
A |
B |
C |
D |
E |
F |
G |
H |
I |
J |
K |
L |
M |
N |
O |
P |
Q |
R |
S |
T |
U |
V |
W |
X |
Y |
Z |
?
 
Ga |
Gb |
Gc |
Gd |
Ge |
Gf |
Gh |
Gi |
Gj |
Gk |
Gl |
Gm |
Gn |
Go |
Gp |
Gq |
Gr |
Gs |
Gu |
Gv |
Gw |
Gy |
Gz
 
Gra |
Grb–Grd |
Gre |
Grg |
Gri |
Grj |
Grk |
Grl |
Grm |
Gro |
Grs |
Gru |
Gry |
Grz
 
Grea |
Greb |
Grec |
Gred |
Gree |
Gref |
Greg |
Greh |
Grei |
Grek |
Grel |
Grem |
Gren |
Grep |
Gres |
Gret |
Greu |
Grev |
Grew |
Grey |
Grez
Die Liste der Biografien führt alle Personen auf, die in der deutschsprachigen Wikipedia einen Artikel haben. Dieses ist eine Teilliste mit 126 Einträgen von Personen, deren Namen mit den Buchstaben „Gren“ beginnt.

## Gren
- Gren, Erik (1904–1959), schwedischer Althistoriker und Bibliothekar
- Gren, Friedrich († 1452), Bischof von Seckau
- Gren, Friedrich Albrecht Carl (1760–1798), deutscher Chemiker, Physiker, Arzt und Gründer der Annalen der Physik
- Gren, Gunnar (1920–1991), schwedischer Fußballspieler und -trainer
- Gren, Mats (* 1963), schwedischer Fußballspieler und -trainer

### Grena
- Grenacher, Hermann (1843–1923), deutscher Zoologe
- Grenacher, Karl (1907–1989), Schweizer Musikpädagoge, Chorleiter und Pianist
- Grenacher, Lars (* 1967), deutscher Radiologe und Hochschullehrer
- Grenadier, Larry (* 1966), US-amerikanischer Jazzbassist
- Grenadier, Phil, amerikanischer Jazzmusiker (Trompete, Komposition)
- Grenager, Lene (* 1969), norwegische Cellistin und Komponistin
- Grenaille, François de (1616–1680), französischer Schriftsteller und Übersetzer
- Grenan, Julia (1884–1972), irische Republikanerin und Beteiligte am Osteraufstand (1916)
- Grenander, Alfred (1863–1931), schwedischer ArchitektAlfred Grenander (1863–1931)

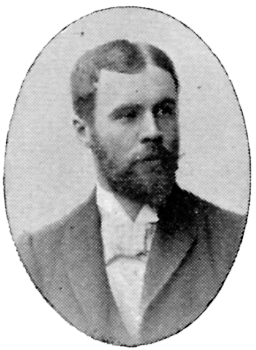
Alfred Grenander (1863–1931)

- Grenander, Henning (1874–1958), schwedischer Eiskunstläufer
- Grenander, Ulf (1923–2016), schwedischer Mathematiker

### Grenc
- Grencsó, István (* 1956), ungarischer Jazzmusiker

### Grend
- Grenda, Alfred (1889–1977), australischer Bahnradsportler
- Grenda, Michael (* 1962), australischer Radrennfahrer
- Grenda, Ron (* 1938), australischer Bahnradsportler
- Grenda, Sławomir (* 1968), polnischer Kontrabassist und Hochschullehrer
- Grendel, Erik (* 1988), slowakischer Fußballspieler
- Grendel, François (1897–1969), niederländischer Apotheker und Biologe
- Grendel, Josef (1878–1951), deutscher Theologe
- Grendelmeier, Alois (1903–1983), schweizerischer Politiker
- Grendelmeier, Verena (1939–2018), Schweizer Politikerin (LdU), Schauspielerin, Regisseurin, Fernsehmoderatorin und Journalistin
- Grendene, Andrea (* 1986), italienischer Radrennfahrer
- Grender, Rosalind, Baroness Grender (* 1962), britische life Peeress
- Grendler, Paul Frederick (* 1936), US-amerikanischer Historiker

### Grene
- Grene, Marjorie (1910–2009), US-amerikanische Philosophin
- Grenell, Richard (* 1966), US-amerikanischer Kommentator und DiplomatRichard Grenell (* 1966)

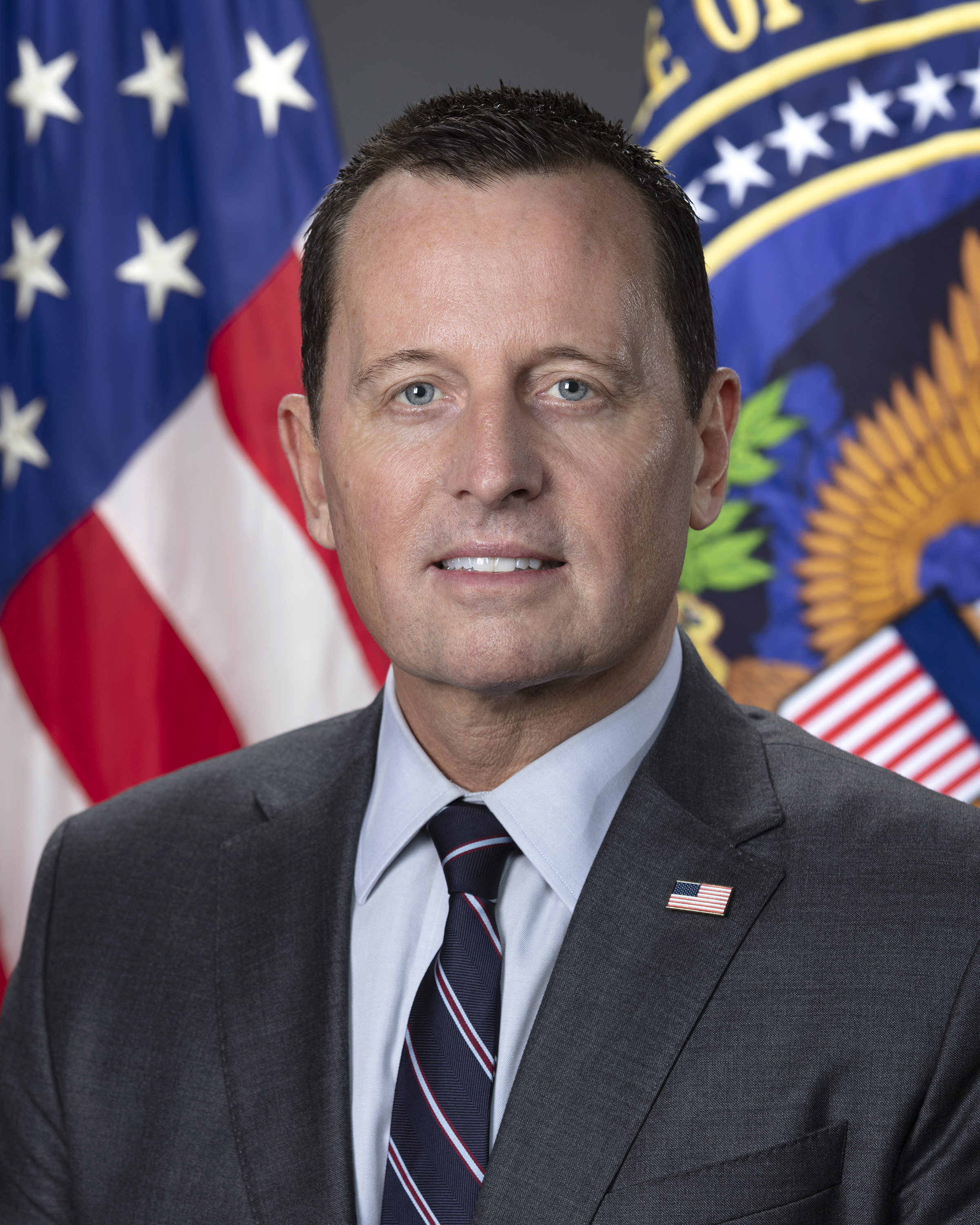
Richard Grenell (* 1966)

- Grenet, Eliseo (1893–1950), kubanischer Pianist und Komponist
- Grenet, Emilio (1901–1941), kubanischer Komponist, Pianist und Musikpädagoge

### Grenf
- Grenfell, Bernard Pyne (1869–1926), britischer Papyrologe
- Grenfell, Bryan T. (* 1954), britischer Biologe (Epidemiologie, Populationsökologie) und Hochschullehrer
- Grenfell, Francis, 1. Baron Grenfell (1841–1925), britischer Feldmarschall und Gouverneur von Malta
- Grenfell, George (1849–1906), englischer Missionar und Afrikaforscher
- Grenfell, John Pascoe (1800–1869), brasilianischer Admiral
- Grenfell, Julian, 3. Baron Grenfell (* 1935), britischer Politiker, Peer der Labour Party im House of Lords
- Grenfell, Wilfred (1865–1940), englischer Arzt und Missionar, begründete auf Neufundland und Labrador das Gesundheitswesen
- Grenfell, William, 1. Baron Desborough (1855–1945), britischer Sportler, Politiker und Sportfunktionär

### Greng
- Grengbo, Florian (* 2000), französischer Radsportler
- Grengel, Christa (* 1940), deutsche evangelische Theologin
- Grengg, Alfred (1920–2008), österreichischer Pädagoge und Sportfunktionär
- Grengg, Hermann (1891–1978), österreichischer Wasserbauingenieur und Hochschullehrer
- Grengg, Karl (1851–1914), österreichischer Opernsänger in der Stimmlage Bass
- Grengg, Maria (1888–1963), österreichische Erzählerin und Malerin
- Grengs, Tine (* 1974), deutsche Triathletin und Abenteuersportlerin

### Grenh
- Grenhagen, Måns (* 1993), schwedischer Automobilrennfahrer

### Greni
- Greni, Heidi (* 1962), norwegische Politikerin
- Grenier, Adrian (* 1976), US-amerikanischer Schauspieler und MusikerAdrian Grenier (* 1976)

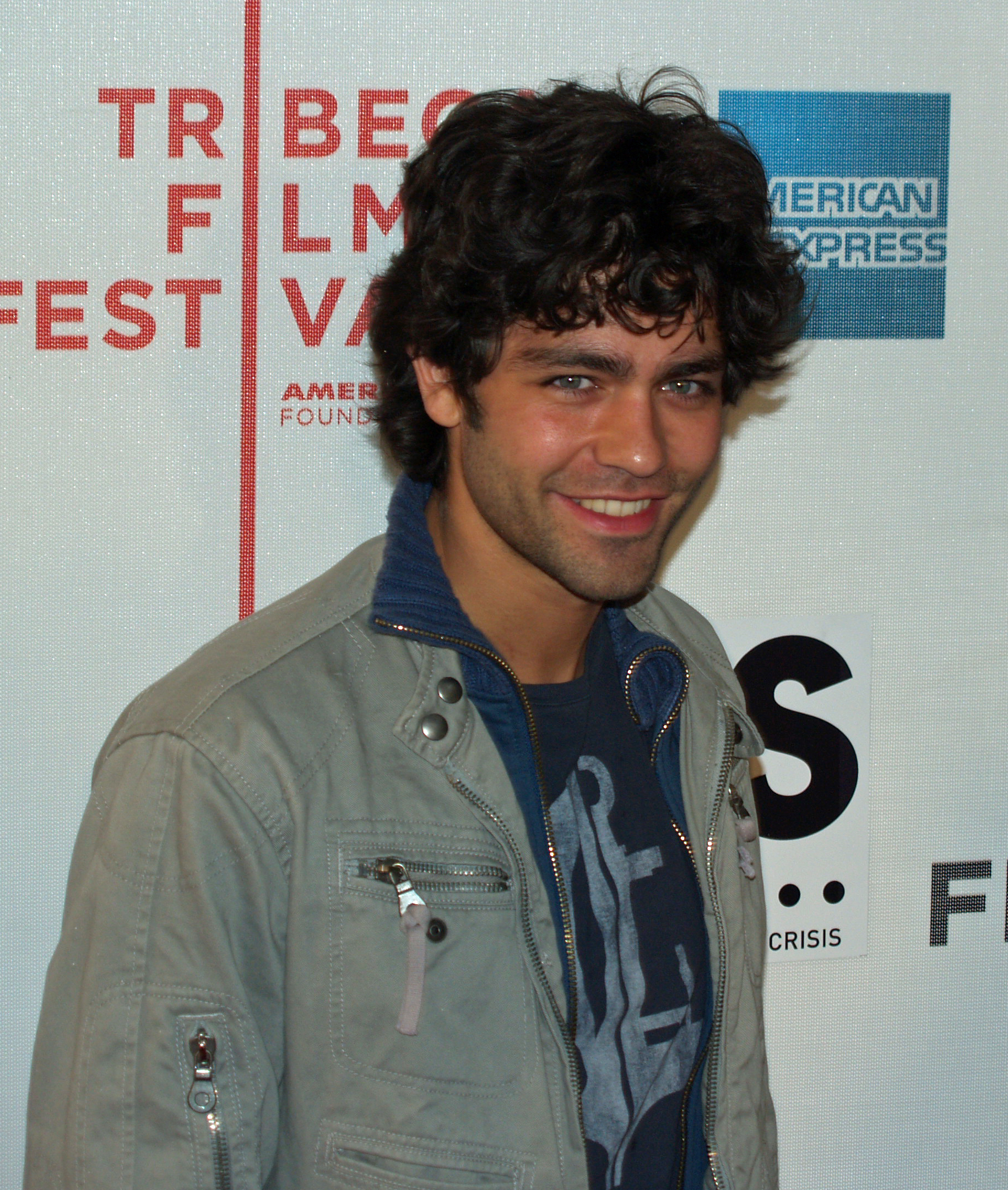
Adrian Grenier (* 1976)

- Grenier, Alain (1930–2022), französischer Botschafter
- Grenier, Albert (1878–1961), französischer Althistoriker, Religionswissenschaftler und Archäologe
- Grenier, Alexandre (* 1991), kanadischer Eishockeyspieler
- Grenier, Charles (1808–1875), französischer Botaniker
- Grenier, Claude Jules (1817–1883), französischer Maler
- Grenier, Clément (* 1991), französischer Fußballspieler
- Grenier, Édouard (1819–1901), französischer Diplomat und Schriftsteller
- Grenier, Emmanuel (* 1970), französischer Mathematiker
- Grenier, Hugo (* 1996), französischer Tennisspieler
- Grenier, Jacques (1823–1909), kanadischer Politiker
- Grenier, Jacques de (1736–1803), französischer Marineoffizier, Hydrograph und Entdecker
- Grenier, Jean (1898–1971), französischer Schriftsteller, Philosoph und Kunstkritiker
- Grenier, Joshua (* 1979), US-amerikanischer Fußballspieler
- Grenier, Martin (* 1980), kanadischer Eishockeyspieler
- Grenier, Mikaël (* 1992), kanadischer Automobilrennfahrer
- Grenier, Natalie (* 1964), kanadische Eisschnellläuferin
- Grenier, Nicolas (* 1975), französischer Dichter und Übersetzer
- Grenier, Pasquier († 1493), Bildwirker und Kaufmann
- Grenier, Paul (1768–1827), französischer General
- Grenier, Paul-Louis (1879–1954), französischer Historiker, Okzitanist und Dichter okzitanischer Sprache
- Grenier, René (1943–2004), französischer Radrennfahrer
- Grenier, Valérie (* 1996), kanadische Skirennläuferin
- Grenier, Zach (* 1954), US-amerikanischer SchauspielerZach Grenier (* 1954)

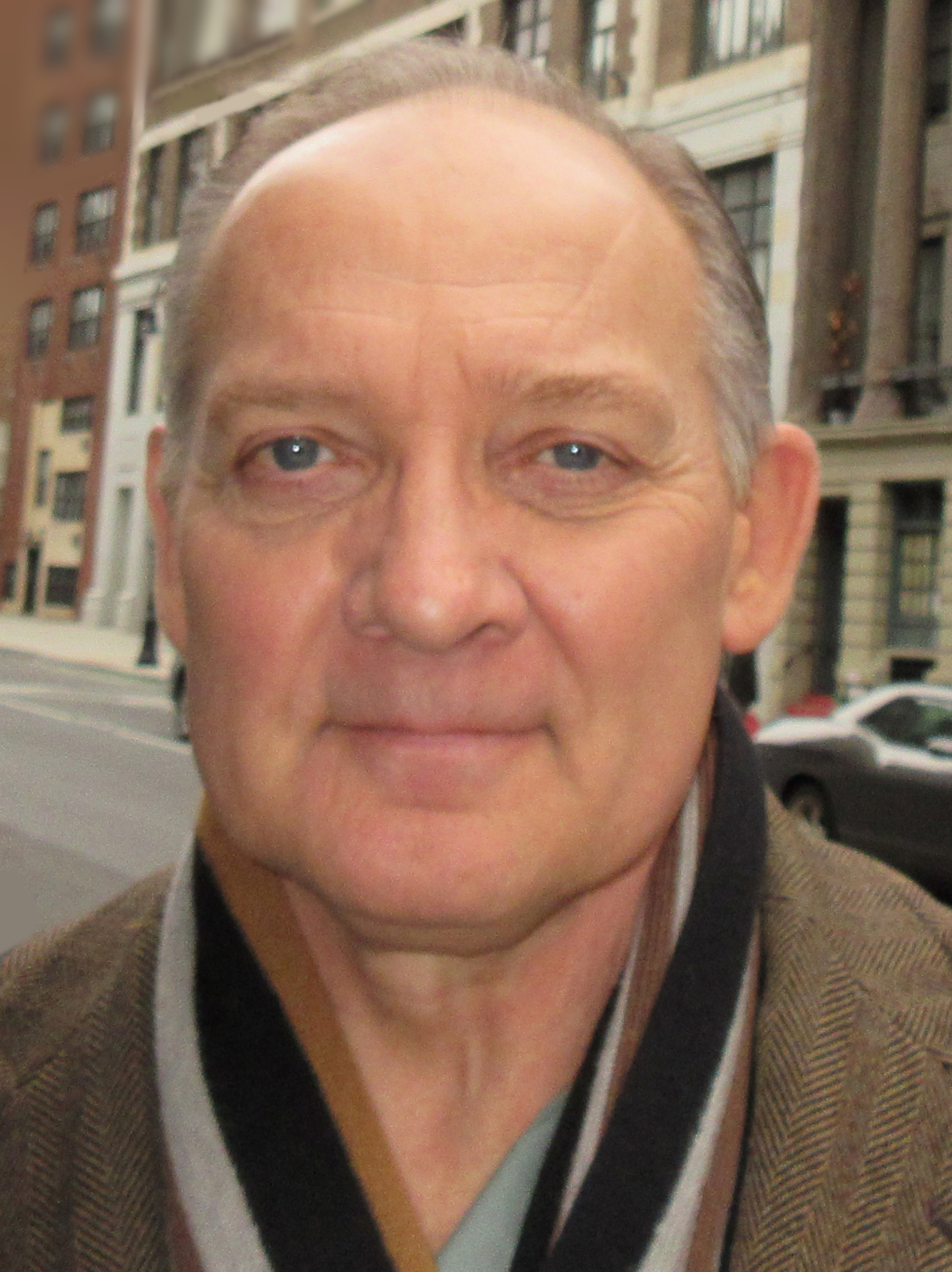
Zach Grenier (* 1954)

### Grenk
- Grenke, Wolfgang (* 1951), deutscher Unternehmer
- Grenkowitz, Rainer (1955–2024), deutscher Schauspieler

### Grenn
- Grennan, Tom (* 1995), britischer Singer-Songwriter
- Grennell, George (1786–1877), US-amerikanischer Politiker

### Greno
- Greno, Franz (* 1948), deutscher Buchgestalter und Verleger
- Grenon, Macha (* 1968), kanadische Schauspielerin
- Grenon, Nicholas († 1456), französischer Komponist, Sänger und Musikpädagoge der frühen Renaissance
- Grenot, Antoine (1748–1808), französischer Jurist und Politiker
- Grenot, Libania (* 1983), italienische Leichtathletin
- Grenouilleau, Olivier (* 1962), französischer Historiker

### Grens
- Grensemann, Hermann (1932–2015), deutscher klassischer Philologe und Medizinhistoriker
- Grenser, Alfred (1838–1891), österreichischer Heraldiker, Genealoge und Buchhändler
- Grenser, Carl Augustin (1794–1864), deutscher Flötist und Musikhistoriker
- Grenser, Heinrich (1764–1813), deutscher Holzblasinstrumentenmacher
- Grensin, Johann († 1625), Jurist Ratssekretär der Hansestadt Lübeck

### Grent
- Grente, Georges (1872–1959), Bischof von Le Mans und Kardinal der römisch-katholischen Kirche
- Grentrup, Theodor (1878–1967), deutscher Missionswissenschaftler
- Grentzin, Gerhard († 1610), Ratsherr der Hansestadt Lübeck

### Grenu
- Grenu, Georges (1925–2013), französischer Jazzmusiker (Saxophon, Flöte, Klarinette)
- Grenus, Edmond de (1839–1909), Schweizer Offizier und Bankier

### Grenv
- Grenville, Adam de, englischer Ritter und Richter
- Grenville, George (1712–1770), britischer Politiker und Staatsmann
- Grenville, John A. S. (1928–2011), deutsch-britischer Historiker
- Grenville, Kate (* 1950), australische Schriftstellerin
- Grenville, Richard (1542–1591), englischer Entdeckungsreisender, Seemann und SoldatRichard Grenville (1542–1591)

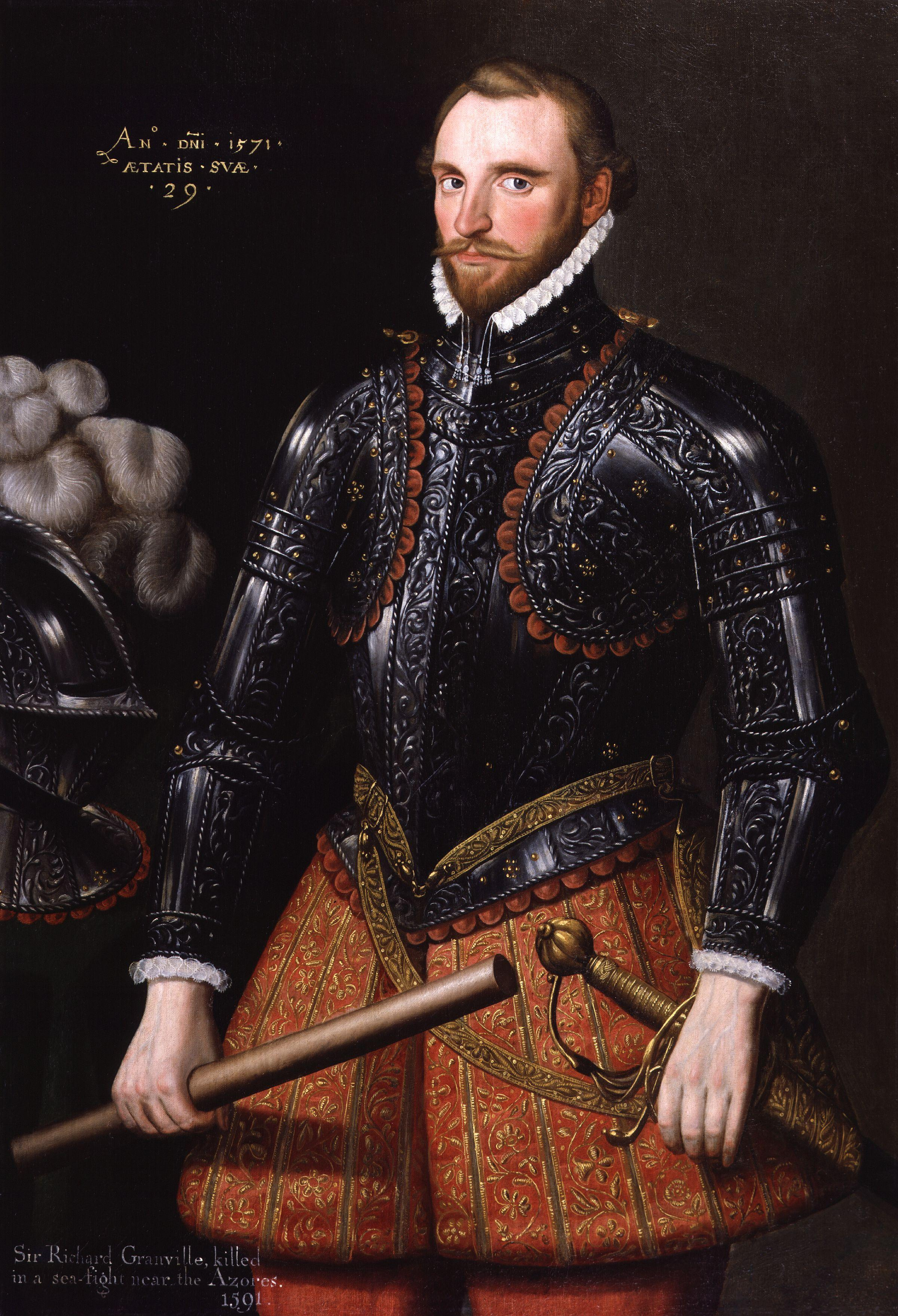
Richard Grenville (1542–1591)

- Grenville, Richard (1678–1727), britischer Politiker
- Grenville, Thomas (1755–1846), britischer Politiker, Mitglied des House of Commons, Diplomat und Bibliophile
- Grenville, William, 1. Baron Grenville (1759–1834), britischer Politiker und Premierminister

### Greny
- Grenyer, Alan (1892–1953), englischer Fußballspieler

### Grenz
- Grenz, Artur (1909–1988), deutscher Komponist
- Grenz, Dagmar (1943–2024), deutsche Germanistin und Fachdidaktikerin
- Grenz, Dmitri (* 1996), kasachischer Eishockeyspieler
- Grenz, Ernst (1855–1921), deutscher Former, Gewerkschafter und Politiker (SPD), MdR
- Grenz, Fridel (1929–2018), deutscher Kirchenmusiker und Komponist
- Grenz, Gerhard (1930–2015), deutscher Theologe, Pfarrer, Religionspädagoge und Kirchenliedautor
- Grenz, Rudolf (1929–2000), deutscher Historiker und Autor
- Grenz, Sabine (* 1967), deutsche Hochschullehrerin
- Grenz, Stanley (1950–2005), US-amerikanischer evangelischer Theologe und Ethiker
- Grenz, Thorsten (* 1958), deutscher Manager
- Grenz, Wolfgang (* 1947), deutscher Jurist
- Grenzbach, Charles (1923–2004), US-amerikanischer Tontechniker
- Grenzebach, Ernst (1871–1936), deutscher Konzertsänger des Stimmfaches Bariton und Gesangspädagoge
- Grenzebach, Herbert (1897–1992), deutscher Schallplattenproduzent, Manager und Komponist
- Grenzebach, Moritz (* 1979), deutscher Film- und TV-Producer
- Grenzel, Hans (1903–1980), deutscher Fußballspieler
- Grenzer, Eckart (1943–2017), deutscher Bildhauer
- Grenzfurthner, Johannes (* 1975), österreichischer Künstler, Autor, Kurator und RegisseurJohannes Grenzfurthner (* 1975)

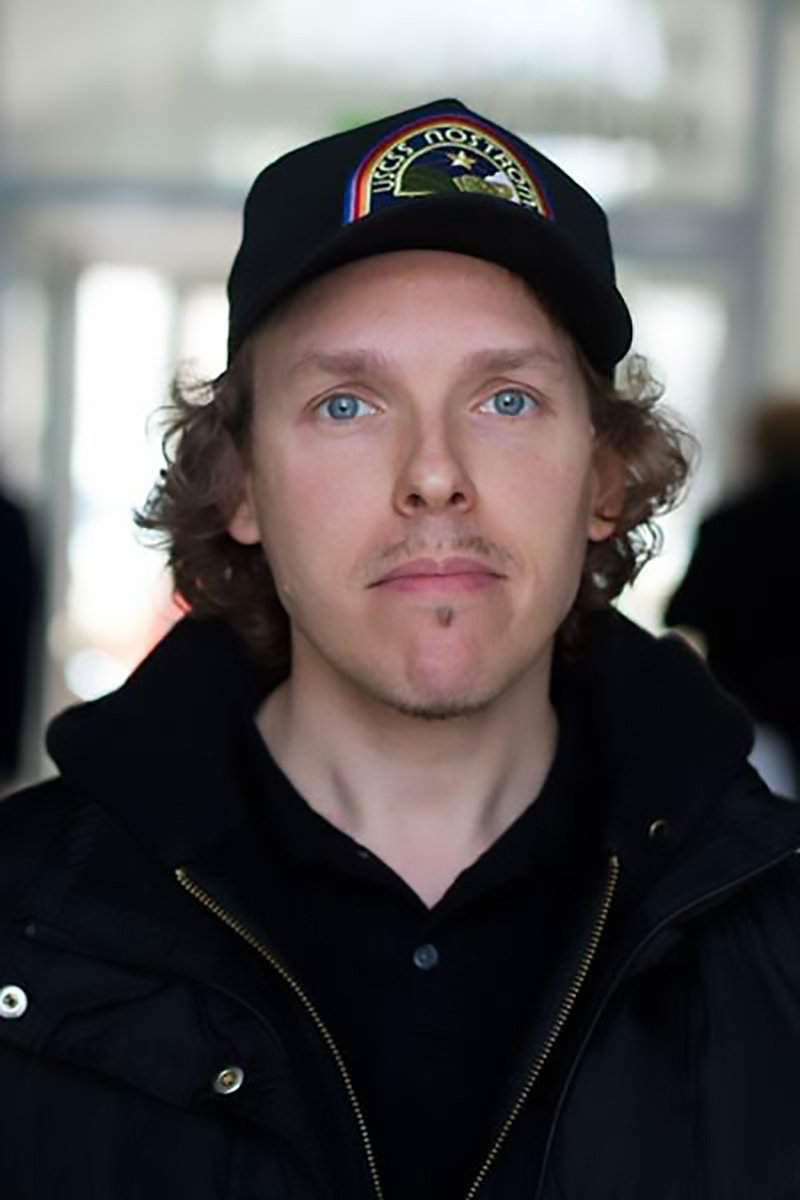
Johannes Grenzfurthner (* 1975)

- Grenzhaeuser, Nathalie (* 1969), deutsche Künstlerin
- Grenzing, Gerhard (* 1942), deutscher Orgelbauer
- Grenzmann, Wilhelm (1902–1967), deutscher Germanist und Literaturwissenschaftler
- Grenzstein, Ado (1849–1916), estnischer Schriftsteller
- Grenzstein, Tõnis (1863–1916), estnischer Landschafts- und Porträtmaler sowie Illustrator der Düsseldorfer Schule